# Янка (Біхор)
Янка (рум. Ianca) — село у повіті Біхор в Румунії. Входить до складу комуни Діосіг.
Село розташоване на відстані 448 км на північний захід від Бухареста, 24 км на північ від Ораді, 134 км на північний захід від Клуж-Напоки.

## Населення
За даними перепису населення 2002 року у селі проживали 279 осіб.
Національний склад населення села:
| Національність | Кількість осіб | Відсоток |
| -------------- | -------------- | -------- |
| угорці         | 242            | 86,7%    |
| румуни         | 35             | 12,5%    |

Рідною мовою назвали:
| Мова      | Кількість осіб | Відсоток |
| --------- | -------------- | -------- |
| угорська  | 246            | 88,2%    |
| румунська | 33             | 11,8%    |